# Bularchos
Bularchos (von altgriechisch βούλαρχος boúlarchos; poetisch verwendet mit wörtlicher Bedeutung „Urheber des Rats“) ist ein bei Plinius dem Älteren erwähnter antiker griechischer Maler, der ein Bild Kampf der Magneten gemalt hat, das von dem lydischen König Kandaules mit Gold aufgewogen wurde. Da einzelne Teile dieses Abschnitts bei Plinius mythologischen Charakters sind, ist nicht ganz klar, wie viel davon auf historische Tatsachen zurückgeht. Bei Bularchos könnte es sich also, trotz der mit ihm verbundenen Figur des sagenhaften Kandaules, um eine reale Person gehandelt haben.

## Quelle
- Plinius, Naturalis historia 35,55.